# Słupowe nagrobki

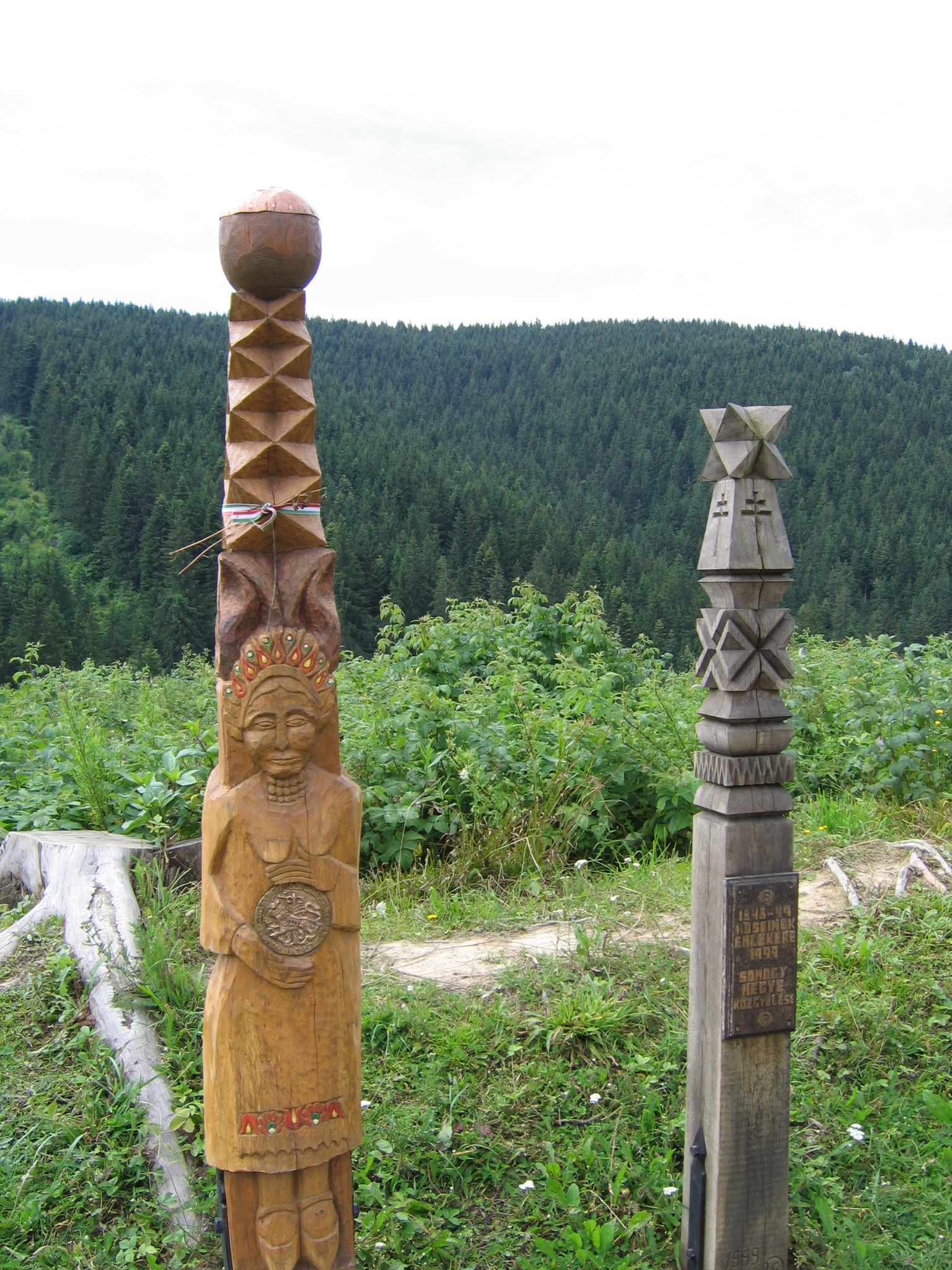
Kopjafa

Słupowe nagrobki szeklerskie – z węg. zwane Kopjafa (spolszcz. kopijnik) – "drewniana kopia", "drewniany słup"; lub fejfa – "drzewo głowowe", stanowią jeden z charakterystycznych elementów kultury Szeklerów, zamieszkujących obecnie rumuński Siedmiogród. Pierwotnie stawiane na szeklerskich grobach, obecnie spotykane są na całych Węgrzech w roli tradycyjnych, staromadziarskich pomników; jednym z takich pomników jest np. Pomnik Męczenników Katynia w Tatabánya.
W Polsce postawiono kilka takich słupów na grobach węgierskich bojowników lub ku czci osób zasłużonych dla Węgier. Spolszczona nazwa Kopjafa to kopijnik.
Szeklerskie nagrobki mają formę włóczni wbitej drzewcem w ziemię. Kształtem łudząco przypominają jakuckie koniowiązy, wykorzystywane również w rytuałach magicznych i pogrzebowych. Oznaczanie miejsca pochówku słupem drewnianym lub kamiennym było bardzo częste wśród tureckich ludów koczowniczych zamieszkujących stepy.

## Opis
We wsiach w Siedmiogrodzie, przede wszystkim na terenie Szeklerszczyzny (Székelyföld), istniał zwyczaj stawiania drewnianych, słupowych nagrobków. Szczegóły kształtu i formy ornamentu różniły się zależnie od regionu, a nawet wsi. Pewne cechy budowy, opisujące wiek, płeć, status zmarłego pozostawały jednak zbliżone.
Nagrobek szeklerski składa się z trzech podstawowych elementów, tzw.:
- głowy
- tułowia
- nogi (na której, bywało, rzeźbiono inskrypcję w piśmie rowasz lub alfabetem łacińskim stylizowanym na rowasz
- Czasem, pomiędzy głową i torsem, wyodrębniano szyję.

Każdy z tych elementów był znaczący, informował o płci, wieku lub statusie zmarłego. 
- Męskie i chłopięce kopjafa charakteryzowały się zazwyczaj występowaniem zwieńczenia w formie gałki i hełmu, kielicha lub odwróconej gruszki, bądź zamkniętego tulipana.
- Stylizowana róża lub otwarty tulipan wieńczące słup, korale na szyi i gwiazda w talii znajdowały się na kobiecych i dziewczęcych nagrobkach.

Wiek zmarłego określała wysokość, grubość i kolor słupa. 
- Pod przysadzistymi i pękatymi, w ciemnych kolorach, pochowani byli ludzie starzy. Czasami drewno było dodatkowo malowane i kolor ciemnobrązowy odnosił się do mężczyzn, a ciemnoniebieski do kobiet. Jeśli nie były malowane, to rzeźbiono je z ciemnego drzewa, np.: dębu.
- Nagrobki młodych ludzi są wysokie lub cienkie, w jasnych kolorach, rzeźbione z jasnego drewna (sosna, lipa, brzoza). Kopjafa młodych małżonków były zazwyczaj bardziej ozdobne niż kawalerów i panien.
- Słupy nad dziecięcymi grobami były niskie, często dodatkowo pobielane, mało ozdobne, składające się czasami jedynie z głowy i nogi.

Przykłady męskich (a-c) i żeńskich (d-f) słupów szeklerskich.

Zobacz też Szeklerzy i rowasz.